# Cloto

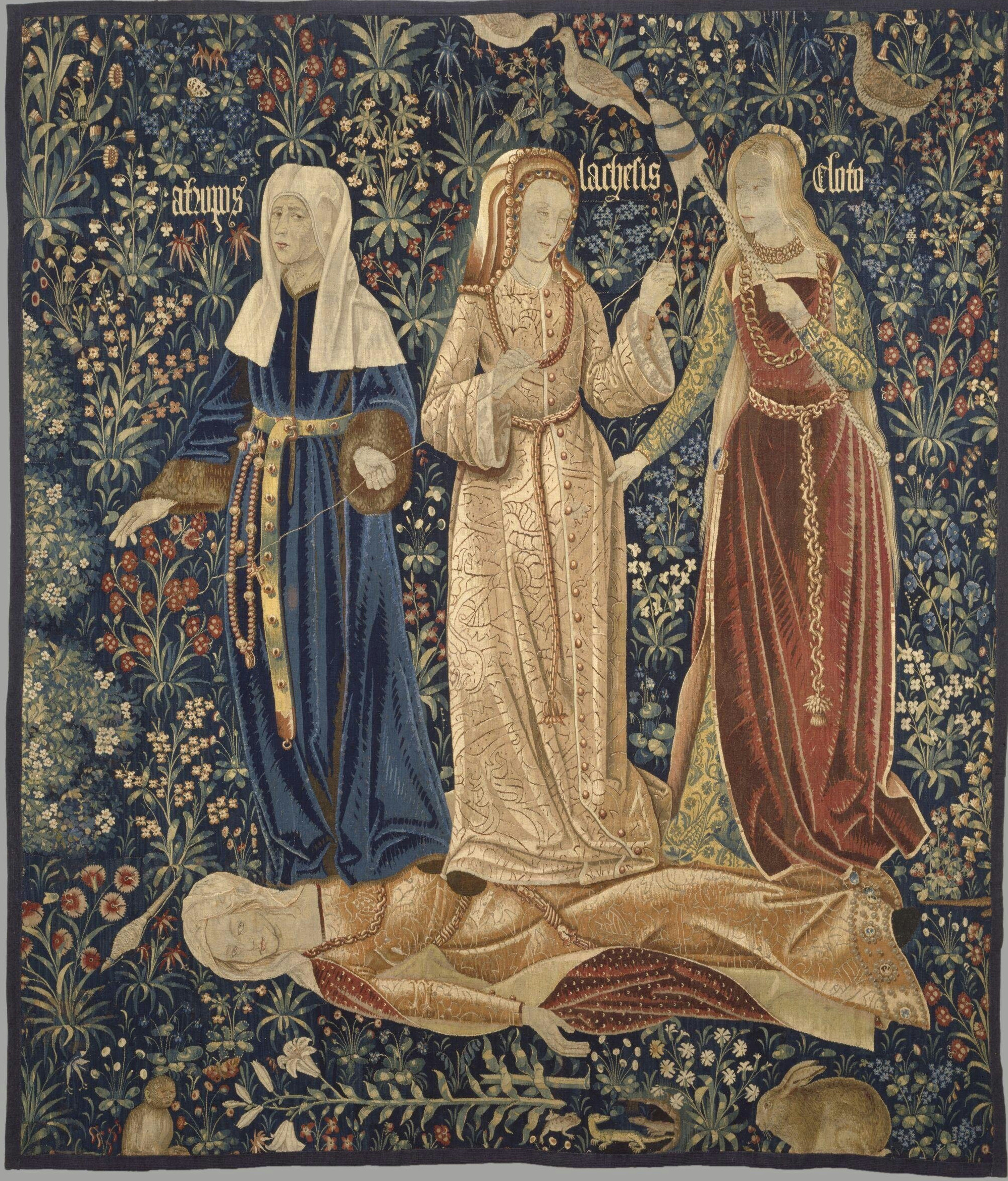
Le Tre Parche, particolare dal Trionfo della Morte, arazzo fiammingo, 1520 ca.

Clòto (in greco antico: κλωθώ?, klōthṓ, "la Filatrice") era una delle tre Moire (o Parche), figlia, secondo una versione, della Notte o, secondo un'altra, di Zeus e di Temi o Mnemosine. Era la più giovane e tradizionalmente associata alla nascita. Era la tessitrice, che filava lo stame della vita.

## Influenza culturale
A Cloto è intitolata la Clotho Tessera su Venere.